# ロバート・ブラック
ロバート・ブラウン・ブラック（英語: Sir Robert "Robin" Brown Black,  GCMG OBE、中国語: 柏立基、1906年6月3日 – 1999年10月29日）はイギリスの植民地官僚。1952年から1955年にかけて香港輔政司、1955年から1957年にかけて第3代シンガポール総督、1958年から1964年にかけて第23代香港総督の任にあった。
1930年にイギリス領マラヤ政府で働き始めたブラックは、海峽植民地、トリニダード島、北ボルネオ和香港等に奉職した。第二次世界大戦の間、北ボルネオでパルチザンを組織し日本軍に抵抗したが、日本軍に捕まり捕虜となった。戦後、ブラックはシンガポール総督となり、多くの政治危機を解消したほか、自治についての談判に加わり、公務員の現地化を進めた。これらはシンガポールが1959年に自治州となり、1963年にイギリスから独立する基礎となった。
香港総督としての任期中には、香港政庁の自主財政化を目の当たりにした。また大陸から大量の難民が流入したことは、香港に十便な労働力をもたらし、工業と現地経済は大きく成長した。一方で大量の難民が社会に与える圧力に対処するため、ブラックはクイーン・エリザベス病院や香港大会堂の建設、香港中文大学の設立などの社会建設を推進するとともに、「政府廉租屋計画」を開始し、積極的に市民の生活水準を向上させた。任期の後半では、香港は相次ぐ旱魃と水害に見舞われたた。ブラックは貯水池を建設し、中国大陸当局から東江の水を購入することで水不足を解消した。
1964年の退任後、ブラックは香港に戻ることはほとんどなく、植民地官僚の伝統的なスタイルに従って回顧録も書かなかった。しかし、ブラックはその後も香港事情へ関心を抱いていた。1999年に93歳で死去し、第2代香港総督のジョン・フランシス・デイビスに次いで2番目に長命な香港総督であり、最長命のシンガポール総督となった。生前、英国政府からは何度も勲章を授与された。1962年には植民地での長年の功績が認められ、聖マイケル・聖ジョージ勲章の最高位であるGCMG勲章を授与された。

## 生涯

### 戦前期
ブラックは1906年6月3日、スコットランドのエディンバラで、スコットランドのスターリングシャー、ポルモント出身の父ロバート・ブラックと母キャサリン・ブラックの間に生まれた。エディンバラのマーチストン（Merchiston）にあるジョージ・ワトソン・カレッジ（George Watson's College）で学んだ後、エディンバラ大学に進み、歴史学を専攻、1928年に文学修士号を取得して卒業した。

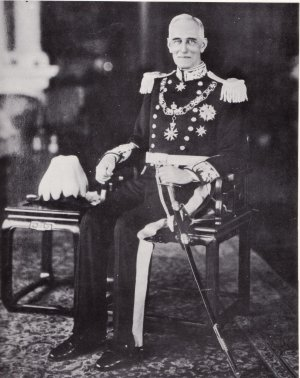
海峡植民地総督のセシル・クレメンティ

卒業後、イギリス領インド政府への入省を考えたが結局辞退し、代わりに1929年の植民地政府採用試験で際立って優秀だったため、1930年にマラヤ政府への入省した。海峡植民地総督セシル・クレメンティ附の個人秘書としてキャリアをスタートさせたが、クレメンティの横柄な態度に不満を抱き、異動を願い出た後、シンガポール、パハン、ペラ、ジョホールで地方行政に携わった。1939年にはカリブ海の植民地トリニダードに植民地長官補佐として出向したが、第二次世界大戦勃発前に再びマラヤに赴任し、1940年3月には外国為替管理委員会秘書に就任した。
第二次世界大戦が勃発すると、ブラックは従軍し、1941年12月の日本軍による真珠湾攻撃と英国極東植民地への侵攻を受け、1942年1月26日に情報部隊に召集された。数日後の1月31日、日本軍はマラヤで5万人の捕虜を捕らえたが、ブラックは日本軍の捕虜となることを免れ、「43号特別軍事任務」に関わり、ボルネオで日本軍と戦うゲリラを組織した。ブラックが日本軍に捕らえられたのは1942年半ばのことで、それ以来捕虜としてマラヤの捕虜収容所に収容された。記録によると、ブラックは収容所で苦しい生活を送り、余暇には主に詩を読んでいたという。若い頃にワーズワースの詩に親しんでいたブラックにとって、ワーズワースは収容所を過ごす「良き伴侶」となった。
1945年8月、日本は無条件降伏し、ブラックは捕虜収容所から解放された。後に彼が香港総督に就任したとき、日本政府は代表を香港に派遣し、彼に大阪市の名誉市民となるよう招いた。これは、彼に償いをし、捕虜収容所での苦しみを気にしないように願うためだった。彼は表面上は名誉市民となることをを受け入れたが、最終的には、日本軍に受けた苦しみを忘れていないことを示すため、副官に名誉を受け取るように頼んだ。
終戦後、ブラッキーはマラヤ政府に復帰し、1946年に北ボルネオの副総務長官に就任、1952年に離任するまで現地社会の再建に携わった。1948年と1949年には、英国政府からMBE勲章とOBE勲章を授与された。MBEは戦時中の軍務が評価されてのものであった。

### 香港への赴任
1952年2月13日、ブラックは啓徳空港に到着し、ジョン・ファーンズ・ニコルから香港輔政司を引き継いだ。在任中、彼はアレキサンダー・グランサム総督の経済政策を支え、3度にわたって総督代理を務めた。この間ブラックは1949年の「新中国」成立以来の難民流入による過大な負担や、1950年の朝鮮戦争勃発後の香港の中継貿易に対する米国の禁輸措置の影響など、数々の困難な問題にも直面した。また、地方政治制度改革にも携わり、1952年には戦後廃止されていた市政局の2つの民選議席を復活させ、1953年には民選議席を4議席に増やした。
上司であったグランサム総督は、香港政庁の官僚主義的なスタイルが好きではなかった。 政府が過度に官僚主義的で堅苦しいと考えていたほか、「『輔政司』や企業の最高責任者のような重要人物が、成果を大袈裟に報告する風土と結びついているようだ」とも批判していた。もちろん、グランサムのこの発言はブラックのことを指しているのではなく、冷静でユーモアのセンスにあふれた現実主義者であり、20年以上にわたる植民地での勤務で多くの経験を積んだブラックをグランサムは高く評価していた。ブラックが香港にいた期間は短かったが、彼はグランサムから「香港ボーイ」と賞賛され、いつか香港総督になると予言されていた。
いずれにせよ、植民地政府での長年の功績は英国政府に認められ、1953年には英国政府からCMG勲章を授与されたのに加え、1954年12月にはシンガポール総督に任命された。1955年3月、ブラックは輔政司の職を正式に退き、英国に帰国し待命した。シンガポール総督に任命される前、1955年6月の女王公式誕生日にはKCMG勲章を授与され、ナイトになった。

### シンガポール総督

#### 政治危機
1955年6月30日、ブラックは、英国空軍機でシンガポールのカラン空港に到着し、ジョン・ファーンズ・ニコルからシンガポール総督の職を正式に引き継いだ。総督に昇格したものの、ブラックは厳しい政治的試練に直面しなければならなかった。1955年2月、シンガポールでは『レンデル憲法』（Rendel Constitution）が施行され、シンガポール立法議会がシンガポール植民地立法局に取って代わった。新立法議会は民選議席が初めて過半数を占め、同年4月に行われた第1回立法議会選挙では、デビッド・マーシャル率いる労働戦線（Labour Front、勞工陣線）が勝利し、新憲法下初の主席大臣に就任した。

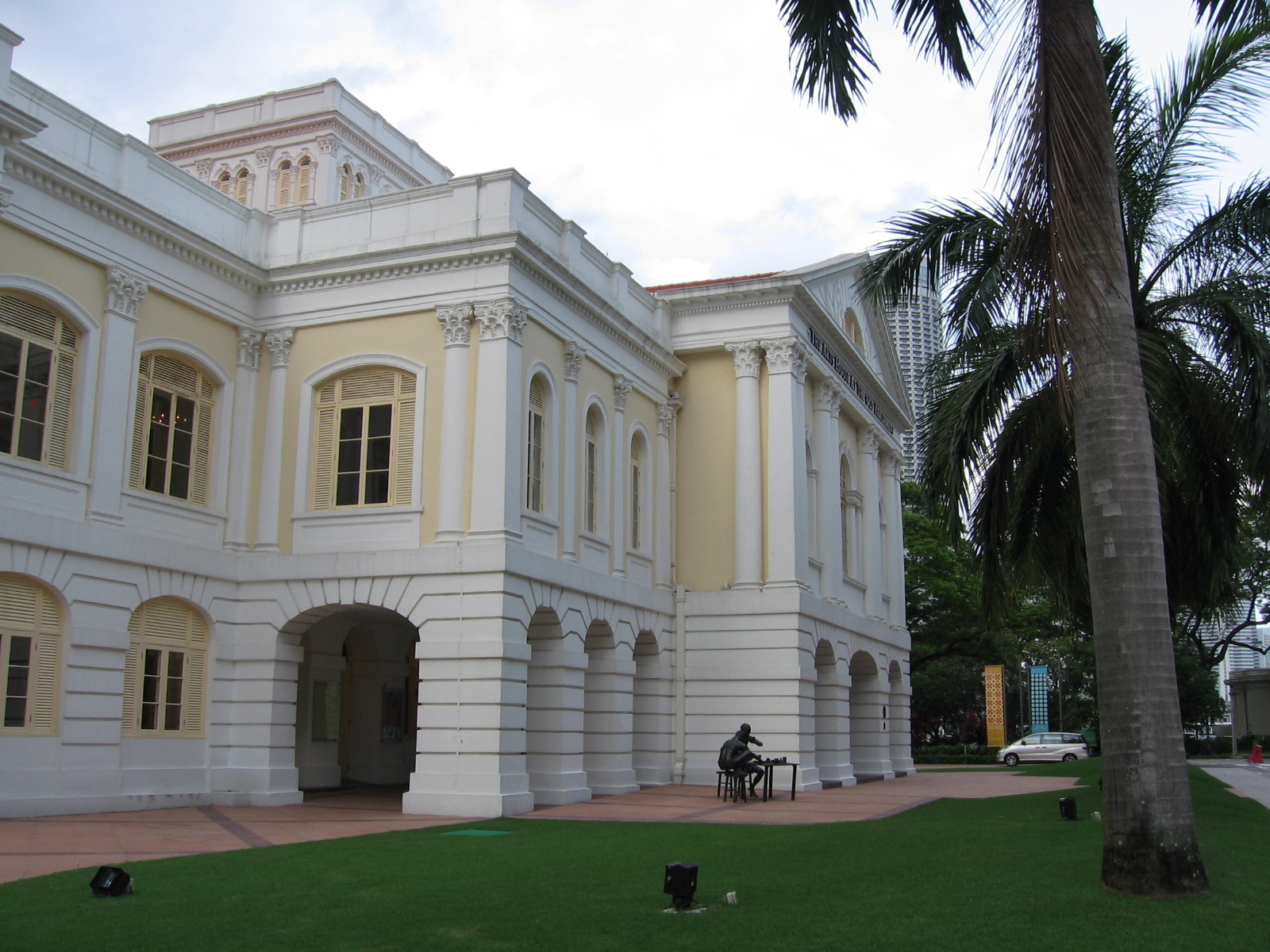
シンガポール立法議会議事堂

任期中、シンガポールの政情は不安定で、自治と独立を求める声が高まっていた。暴動、デモ、労働争議が起こり、マーシャル率いる労工陣線による反植民地主義、シンガポールの自治要求も相まって、ブラックに絶大な政治的圧力をかけていた。しかし、マラヤ（マレーシアの前身）が独立に向かっていることはすでに英国政府内部で合意されている以上、シンガポールの地理的戦略的価値を考慮すれば、長期的にはシンガポールの外交・軍事面を引き続き支配する必要があると英国政府は考えていた。このため英国側はシンガポールに自治権を与える方向であっただけで、その独立は望んでいなかった。ブラック自身はシンガポールの自治権付与に反対しておらず、前任者のニコルよりもリベラルで友好的な態度をとっていたが、自治権付与のプロセスは漸進的かつ秩序正しく実施されるべきであると考えていた。ブラックは政権移譲を性急に進めた場合は公務員の現地化も性急に実施せざるを得なくなり、結果的として自治権付与後のシンガポールを担う政府高官が十分な統治経験を積めなくなってしまうことを懸念していた。
就任直後の1955年7月、マーシャルはブラックに4つの副大臣ポストの増設を要請したが、ブラックは2つしか増設せず、その結果マーシャルは辞任すると脅した。当初は与党・野党も概ねブラックの決定を支持する方向であったが、マーシャルの執拗な主張の下、この事件は総督と主席大臣のどちらが政府の決定権を持つべきかという、国制をめぐる問題へと発展した。その後、マーシャルは立法議会で、イギリスに対して植民地支配を一刻も早く終わらせ、シンガポールに自治権を与えるよう要求する動議まで提出し、事態は危機的状態へとエスカレートしていった。実は、1948年のマラヤ危機以来、シンガポールは非常事態下にあり、植民地政府はマレーシア共産党に対する数々の緊急規則（Emergency Regulations）を制定して、植民地の治安を脅かす人物を簡単に拘束し尋問できる権限を与えられていた。これらの緊急規則は、立法議会の承認による布告によって権限を与えられていが、この布告は同年10月に期限切れとなるため、期限延長のためにブラックは譲歩するしかなかった。7月25日、マーシャルの自治に関する動議は官守議員全員が欠席する中立法評議会で採決され、賛成多数で可決された。
自治に関する動議が通過した後、英植民地相アラン・レノックス＝ボイド（Alan Lennox-Boyd）は1955年8月にシンガポールを訪問し、マーシャルに対してさらなる妥協を行った。当初1959年に予定されていた自治協議を3年前倒しして1956年に行うことを提案し、またブラック総督は権限のほとんどを放棄し、今後は首席大臣の助言に基づいてのみ行動することとなった。ただし、立法議会の休会・解散という象徴的権限は保持した。この前提のもとで、総督は毎週開かれる閣僚会議（Council of Ministers）の議長は引き続き務めるが、議論の主導権はマーシャル首席大臣に委ね、自分は国内治安問題への介入と会議の円滑な進行を確保することにとどめた。この譲歩がマーシャルを再び友好的姿勢に転じさせ、1955年10月21日、期限切れの非常事態規則に代わる治安維持条例（Preservation of Public Security Ordinance、維護公眾安全條例）が可決された。

#### 自治交渉
総督としてのブラックの権限は大幅に縮小されたものの、総督と首席大臣の権限分担は終始満足のいくものとは見做されなかった。1956年3月、ブラック、マーシャル、その他のシンガポールの政党代表は、植民地省との自治交渉のため予定通りロンドンに赴いた。その際、シンガポール立法議会は4月5日、英国に圧力をかけるため、独立の早期実現を求める動議を全会一致で可決した。しかしブラックは、シンガポールは国内治安問題を解決してこそ自治の条件が満たされると強調した。マーシャルは自治権の獲得に失敗しただけでなく、その責任を取って6月6日に首席大臣を辞任し、6月8日に党内議員で労働・福祉大臣であった林有福が後任となった。
シンガポール国内の治安対策として、林有福は就任と同時に左翼の大規模摘発に乗り出し、その結果、1956年10月26日には左派中華学校の教師と生徒による大規模な暴動が発生した。この間、シンガポール政府は10月26日から11月2日まで夜間外出禁止令を出し、林はブラックの支持を得て直ちに暴動を鎮圧し、終息させた。林有福はマーシャルよりもイギリス政府に対して友好的かつ協力的な態度をとり、また左派に対して強硬であったため、イギリス側はシンガポールの国内治安が保証されていると再評価した。結局、1957年3月に新たな自治協議が召集され、4月には各代表は自治の取り決めについて合意に達し、1958年5月28日、ロンドンで自治協定が調印された。協定に基づいて、英国政府は1959年総選挙では立法会議の議席数を大幅に増やし、完全選挙制とすること、シンガポールが自治政府を形成し、首相と内閣が国防と外交以外のすべての事柄に責任を持たせること、総督を「国家元首」であるヤン・ディ・ペルトゥアン・ヌガラ（Yang di-Pertua Negara）に置き換えることに同意した。つまり、ブラックの務めていたポストは廃止されることになったのである。
自治のプロセスを着実に進めるため、ブラックの任期中、公務員の現地化と「マレー化」が加速された。公務員の上級職のほとんどがまだイギリス人によって占められていた事実を考慮し、彼は彼らに新たな職位を与えるよう手配し、上級職を徐々にシンガポールの現地出身者に置き換えていった。1957年10月、ブラックは立法院による1957年シンガポール公民権条例の可決にも立ち会った。この条例は初めてシンガポール市民という身分を規定したもので、シンガポールで生まれた者、シンガポール人の父との間に外国で生まれ、外国籍を放棄した者、マラヤ連邦で生まれ、シンガポールに2年間居住している者、シンガポールに2年間居住している連合王国およびその植民地出身者、シンガポールに10年間居住している外国人はすべて、シンガポールの市民権を取得できることになった。一連の行政・立法措置は、1959年6月のシンガポールの正式な自治の実施に向けた基礎となった。

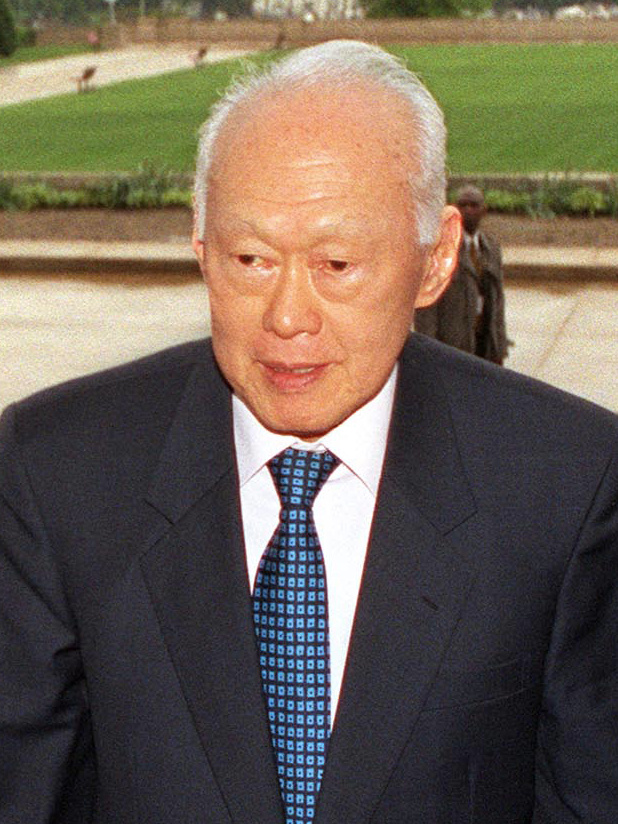
人民行動党秘書長李光耀

特筆すべきは、人民行動党の李光耀秘書長が、ブラックの任期中に何度か労働争議を解決し、彼に高く評価されていたことである。ブラックは李の動員力に感銘を受け、彼が独立したシンガポールを率いる最も有能な人物であると信じた。ブラックが離任した直後、1959年の総選挙では李の人民行動党が勝利し、李は新たに誕生した首相職に就任した。李はその後、シンガポールを独立に導き、1990年まで首相を務めたが、その後も上級相・顧問として留任し、実権を握り続けた。
シンガポール総督としてのブラックの業績が英国政府に認められると、10年間在任したアレキサンダー・グランサムの後任として、香港総督兼香港三軍総司令に抜擢された。1959年のシンガポール自治州樹立に立ち会うこともなく、また自治実施前夜の交渉に参加することもなかったブラックは、1957年12月9日に離任し、後任にはウィリアム・グード総務長官が就任した。シンガポールを去る前夜、ブラックはシンガポール議会からシンガポール名誉市民の称号を授与されたが、ブラックはこの称号の最後の授与者であった。1958年1月23日に香港に着任したが、グランサム総督の下で輔政司を務めた経験もあり、またその際の名声も非常に高かったブラックは、総督としてグランサムに負けてはならないというプレッシャーを感じていた。

### 香港総督

#### 経済成長
グランサムの時代に製造業が急成長した恩恵を受けて、ブラックの総督時には、香港経済は順調に成長し、香港の経済構造は中継貿易港から製造業中心の輸出港へと徐々に変貌を遂げた。1950年代末には、香港政庁の歳入は年間4億香港ドルに達し（1960年代末には10億香港ドルを超えた）、1959年には製造業に約21万7600人が従事していた。同時期の1960年には、総トン数34,886,416トン、38,625隻の船舶が貿易のために香港に入港し、当時の輸出総額は2億香港ドルであったが、5年後の1965年には4億香港ドルに倍増しており、香港の製造業が大きく成長したことを示している。
総督に就任して間もなく、ブラックは立法評議会で香港が「財政自主権」を獲得したことを発表した。香港政庁はもはや予算をロンドンに提出して精査を受ける必要はなく、その経済政策に植民地大臣の同意を求める必要もなくなった。政庁が自律的に経済政策を立案できるようになったことで、植民地省は香港の対外借入にのみ介入することになった。香港が「財政自主権」を獲得した時期は、1961年にジョン・ジェームズ・カウパースウェイトがブラック総督下で財政司に任命された時期と重なる。カウパースウェイトは「自由放任」志向の経済政策を打ち出し、それは次第に「積極的不介入」政策へと発展して歴代財政司に引き継がれ、香港政庁の経済政策の中核となった。
香港の製造業が拡大を続ける中、ブラックは1960年に香港工業総会を設立し、香港の工業発展をさらに推進した。労働者の急速な増加に伴い、ブラックは1961年に法律を制定し、有給休暇や法定労働時間などの措置を導入して労働者の基本的権利と利益を保護した。工業の発展は香港の中産階級の人口拡大にもつながり、その結果、半山や銅鑼湾地区の宅地需要が高まった。同時に、中環では新しい商業ビルや大型ホテルの建設が相次ぎ、商用地が不足する中で、総督府を取り壊して馬己仙峡道に移動させ、その跡地にホテルを建設する案まで浮上した。しかし、総督府を行政の中心地から遠く離れた場所には置けなかったため、この提案にブラックは反対し、歴史ある総督府は取り壊しの運命を免れた。

#### 社会建設
1958年、毛沢東の中華人民共和国は「大躍進」政策を開始し、「三面紅旗」を実施した。この結果、中国の工業は停滞し、農業生産は失敗し、人民共和国建国以来、香港に再び難民が流入するきっかけとなった。「大躍進」時代には、中国側が軍隊により中国・香港国境を厳重に警備し、境界を越え香港に入ろうとする者を射殺・投獄したため、難民の数は安定していた。しかし1962年、中国側は突如国境を開放し、大規模な難民流入が発生した。ブラックが難民を中国に送り返す努力を繰り返したにもかかわらず、香港の人口は1961年の250万人から1964年初頭には300万人に急増し、開港以来の大幅な増加となった。人口増加は香港経済に十分な労働力をもたらした一方、香港の行政、住宅、教育に大きな負担となり、ブラックによる多くの社会建設を行わせた。

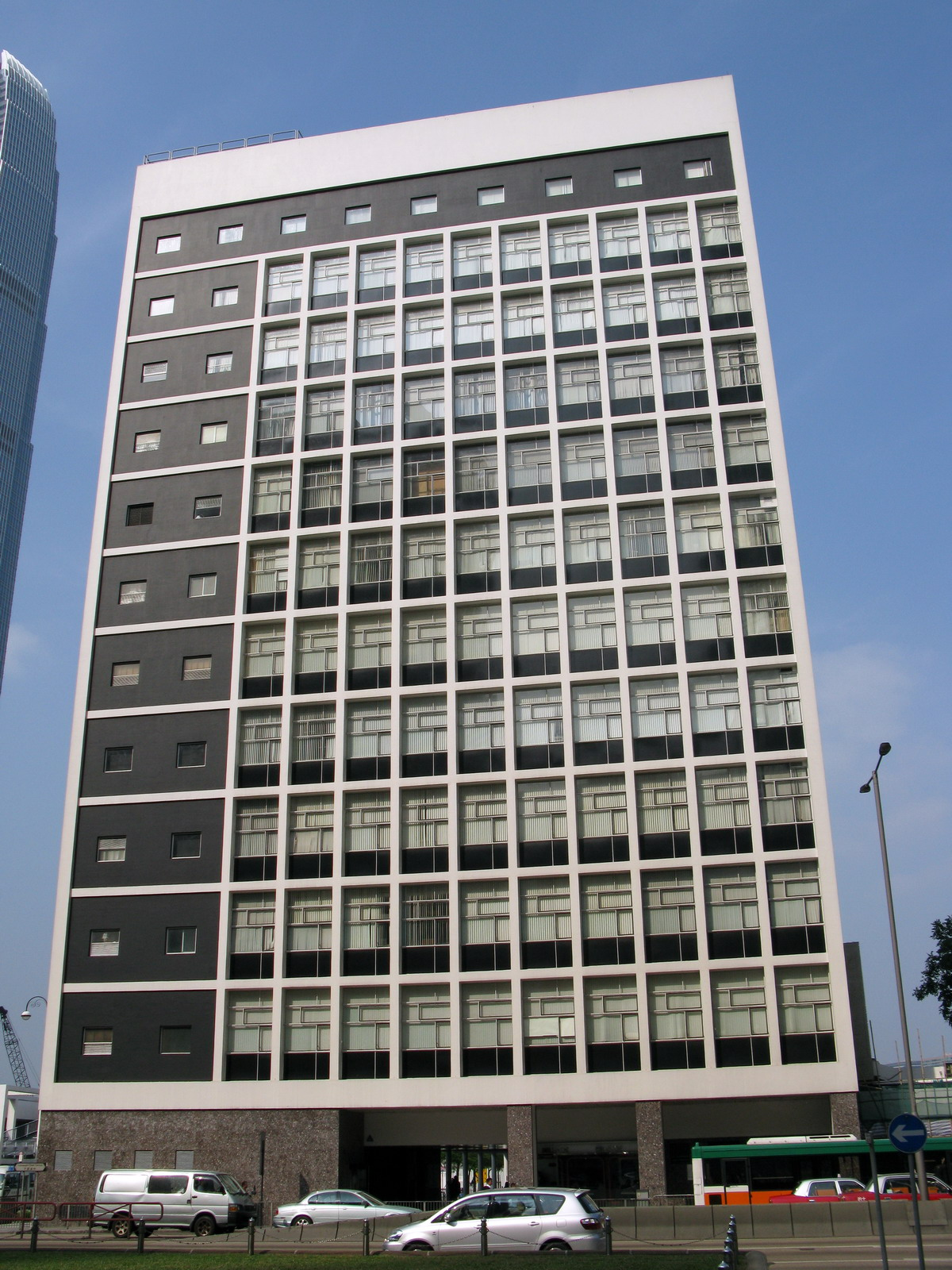
1962年落成の香港大会堂

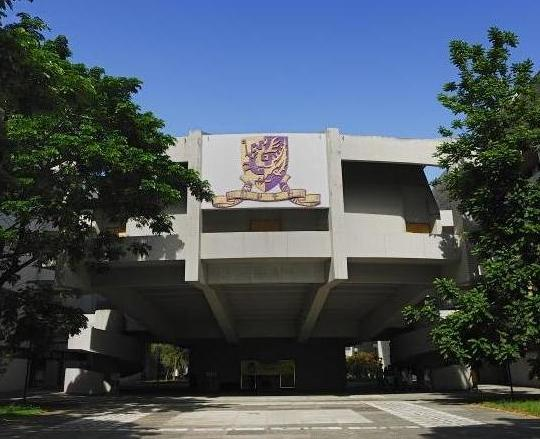
1963年創立の香港中文大学

住宅政策では、ブラックはグランサムの方針を継承して公共住宅の建設を続け、1962年には、低中所得者層の50万人に徙置区（再定住住宅区）よりも質の高い住宅を提供する「廉租屋計画」を開始した。低家賃住宅建設への努力にもかかわらず、ブラックの在任中、徙置区や寮屋（不法占拠バラック）は依然として一般的であった。1961年6月、調景嶺の寮屋区に取り残された国民党党員とその家族をなだめるため、ブラックは彼らがそこに無期限に定住することを許可すると約束した。香港の住宅政策や都市計画が年々変化する中、この寮屋区は1995年に香港政府によって取り壊されたが、ブラックが「絶対に立ち退かせない」と約束したため、大多数の住民は香港政庁から補償を受けた。
その一方で、ブラックの在任中には、金鐘の添馬艦周辺で新たな埋め立てが開始され、臨海地区を開放することで土地需要の高まりに対応した。また、啓徳空港の新滑走路、中環の香港大会堂、九龍のクイーン・エリザベス病院など、数多くの建設事業がそれぞれ1958年、1962年、1963年に完成した。香港大会堂は、1933年に旧大会堂が取り壊されて以来、戦後香港で最初に建設されたホールである。ここには市政局の会議場と香港初の公共図書館があった。ブラックは、この大会堂を「税金による負担ではなく、この都市の芸術と社会生活のパートナー」と表現し、誇りに思っていた。
ブラックは教育も重視し、在任中に200以上の学校を建設した。また、高等教育にも力を惜しまず、香港大学への資金を増やし、多くの学部で入学者数を倍増させることに成功し、HKUは戦後の低迷から立ち直ることができた。在任中、ブラックは香港に中国語を教育言語とする大学の設立にも熱心で、香港の学生が進学のための新たな選択肢を持てるようにした。実際、彼がまだ香港の輔政司を務めていた1950年代初頭、香港政府はすでに独立専門家に香港に中文で教授する大学を設立する可能性の調査を依頼していた。しかし、当時の専門家は植民地に同時に2つの大学を設置すべきではないと考え、香港大学で中国語プログラムを提供すべきだという専門家の提言に香港大学も反対したため、中文大学設立構想は実現しなかった。
ブラックは香港総督就任後、中文大学の設立を検討し、1961年には大学設立準備委員会を立ち上げて初期計画を進めた。翌年、英国の上級教育行政官であったジョージ・フルトン（J.S. Fulton、後に叙爵）らを香港に招いて高等教育の状況を調査させた。フルトンらは香港の3つの中文による高等教育機関、すなわち新亜書院、崇基学院、聯合書院を合併してまったく新しい中文大学を設立することについて綿密な提言を行った。1963年4月の『フルトン報告書』の発表後、1963年6月に臨時の学校理事会が設置され、新大学設立に向けた最終準備が進められた。同年9月、立法評議会は『香港中文大学条例』の第3読会案を可決し、ついに10月17日には香港中文大学が正式に開学し、香港開港以来2校目の大学となった。大学設立への貢献が認められ、ブラックには香港総督として初めて香港中文大学から名誉法学博士の学位が授与された。

#### 政治制度と法例の発展
1950年代には、香港の新興中産階級から改革を求める声が多く上がった。中産階級を中核とする主要政党であった香港革新会と香港公民協会は、1960年に合同でロンドンを訪れ、行政局と立法局の両評議会に代議制議席を導入する政治体制改革を実施するよう英国政府に要請した。しかし、当時の植民地大臣イアン・マクロードは、香港の政治制度には「抜本的変更は行えない」という理由で断固として拒否した。ブラックも内心では、香港が自治権や独立を獲得することは中国共産党にとって受け入れがたいことであるため、シンガポールのように独立を目指すことはできないと内心考えていた。とはいえ、ブラックは任期中にある程度穏当な政治体制改革と行政改革を行った。

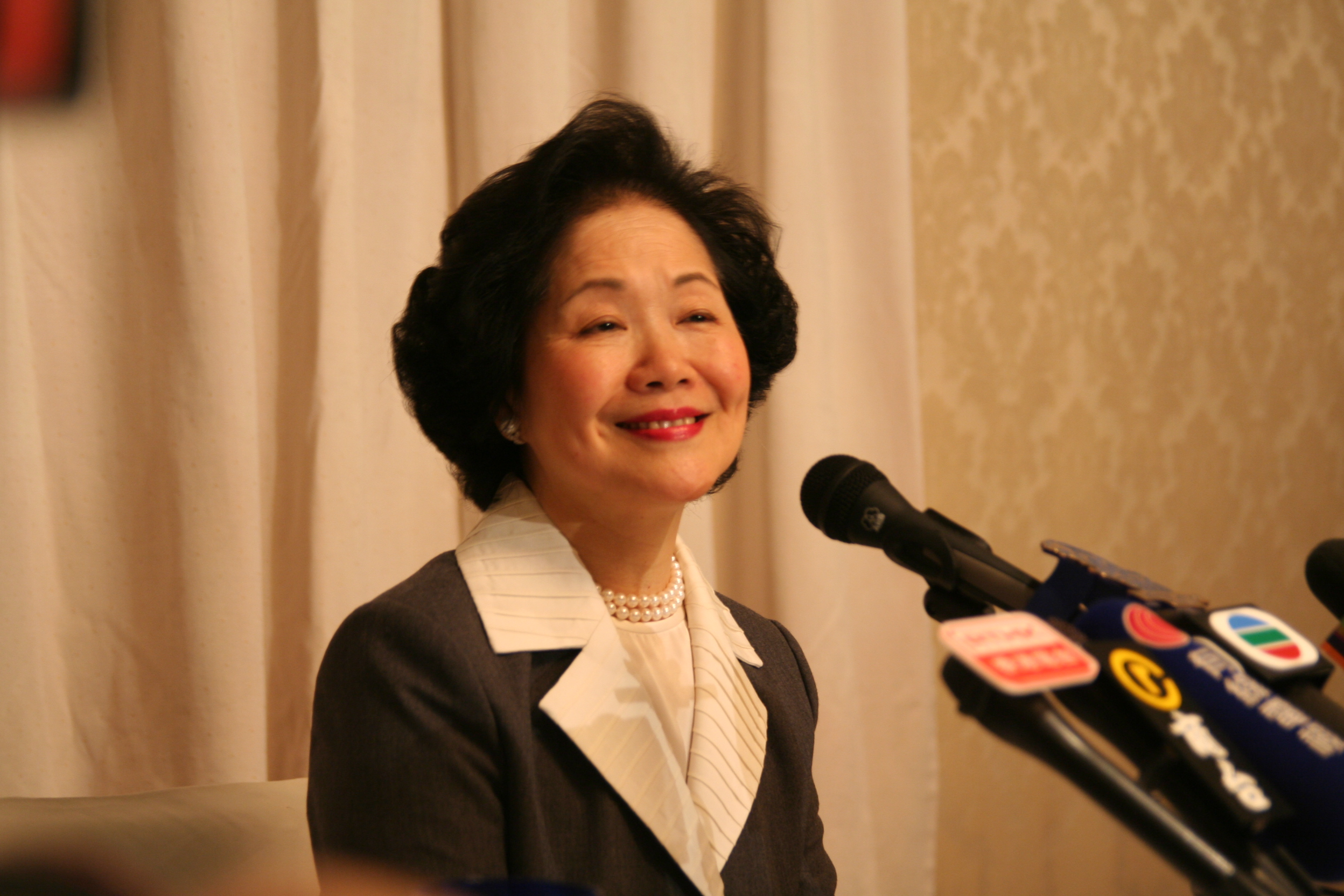
陳方安生はブラック在任時に入庁した政務主任の一人。後には布政司となり、香港返還後は政務司司長および立法会議員を務めた。

とりわけブラックは、香港政庁が進めてきた公務員の現地化を引き続き推進し、特に上級職に就く香港人の数を増やした。1961年、香港政府の上級職には約730人の華人がいたが、翌1962年、ブラックは現地採用の華人公務員90人に海外留学を許可し、上級職への準備をさせた。香港政庁内の行政チームにおける華人政務官（AO）の数も着実に増加した。香港の解放以来、香港政庁は早くも1948年に徐家祥を華人として初の政務官に任命しているが、ブラック任期中に任命された華人政務官は、陳方安生、霍羅兆貞、楊啓彦などがいる。中国系が多数を占める商業都市・香港では、より多くの中国系市民に香港の統治を任せるのは当然のことであるとブラックは考えており、公務員の現地化推進は、あくまで「帝国のために最善を尽くすため」であった。
しかし、ブラックの任期中には行政・立法両評議会の議席分布に変更はなく、行政局は官守（充て職）議員7議席、非官守議員6議席、立法局は官守議員10議席、非官守議員8議席のままであった。両評議会とも官守議員が多数を占め、非官守議席はすべて総督により任命される方式であったため、ブラックはどちらもしっかりと支配することができた。市政局も、官守6議席、任命される非官守8議席、選挙による非官守8議席という配分であった。ブラックが行政局と立法局、市政局の議席数を増やし、非官守議席の割合を引き上げることに同意したのは、総督退任前夜になってからであり、この改革が実施されたのは1964年にデイヴィッド・トレンチが香港総督を引き継いでからであった。
1950年代には、香港婦女会などの女性団体が積極的に妾婚の禁止を訴え、男女同権の新しい婚姻法の制定を繰り返し要求した。こうした意見を受け、ブラックは1958年に律政司と華民政務司に、香港中国系住民の婚姻問題を再検討させた。1960年に発表された「香港の中国人婚姻に関する報告書（香港華人婚姻問題報告書）」では、旧式の婚姻制度や妹仔制度は「時代遅れである」とみなし、旧式の婚姻制度とその儀式を「断固」廃止すべきであるとは勧告しなかったものの、旧式であれ新式であれ、婚姻は登記式にするべきであると提案した。この報告書の結論は、当時の香港各界の間で激しい議論を呼んだ。1962年、華民政務司が東京で開催された国際連合主催の国際ゼミナールに参加した。家族法における女性の地位に関するこのゼミナールでは、その主要議題の一つに香港の婚姻問題が含まれていたことから、香港政庁の関心は再び高まった。1965年、トレンチが総督を引き継いだ後、律政司、華民政務司、行政・立法両局の華人非官守議員は一致して、「マクドゥオール・ヘーナン報告書McDouall-Heenan Report」を政府に提出した。この報告書は行政局で速やかに承認されると、植民地省に提出され、大臣の承認を得た。

#### 水道事業

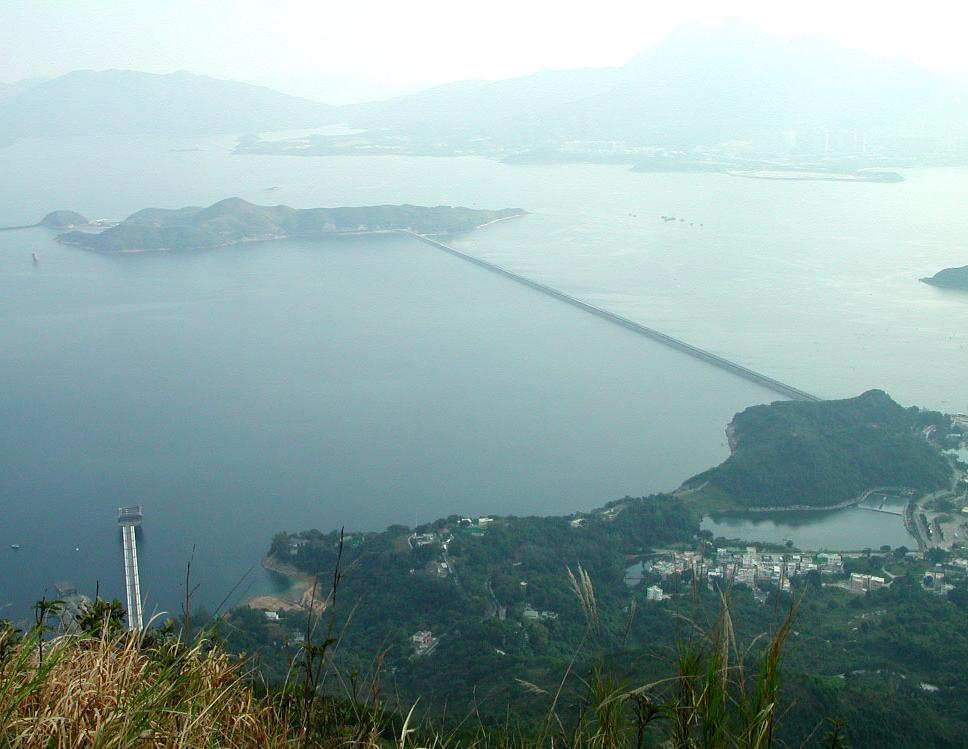
船湾淡水湖事業は1960年に開始された。この大規模プロジェクトは8年をかけ、1968年に竣工した

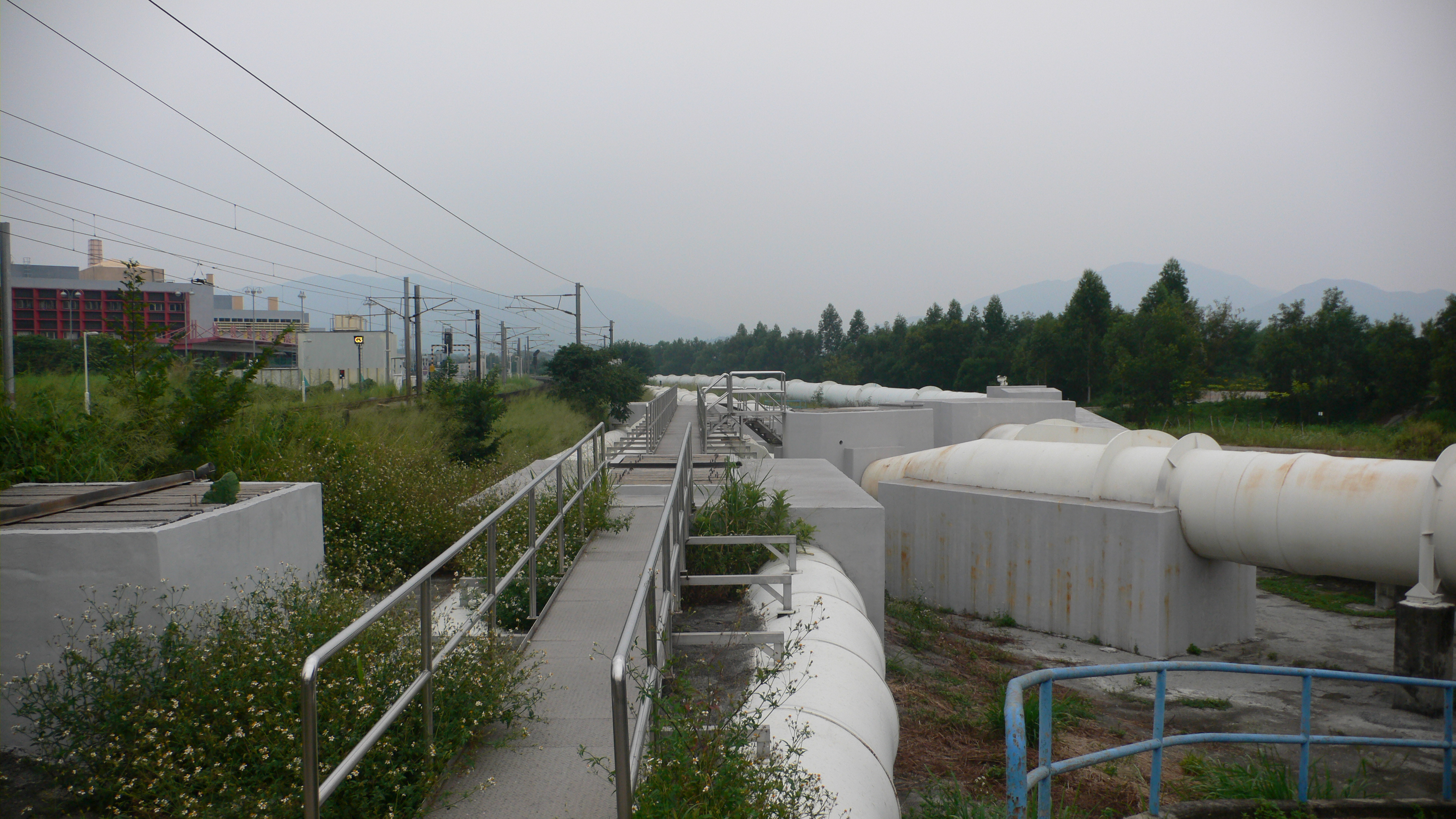
東江の水を運ぶ輸水管

1960年、1961年、1962年、香港はメアリー台風、アイリス台風、ウェンディー台風に見舞われた。この3つの台風では王立天文台に台風シグナル10号が掲げられ、香港社会はある程度の被害を被った。しかし相次ぐ台風の猛威の後、香港は1963年6月から1964年5月まで続く大旱魃に見舞われた。この時期、香港政庁は一度は「4日毎に4時間給水」の取水制限を実施し、多くの人々が路上で飲用水を待つことになった。ブラックが滞在していた総督邸も取水制限に苦しめられ、長女は「当時、邸内のトイレはすべて水を溜めたバケツで満たされ、冬場はお湯が出なくてとても不便だった」と回想している。
逼迫した水供給を解決するため、ブラックの任期中には多くの貯水池が建設され、1956年に着工された石壁水塘も1963年に稼働を開始した。さらに、清潭水塘、河背水塘、黃泥墩水塘などの灌漑用貯水池も1961年に完成し、新界の農地に十分な水を供給するようになった。
1959年、ブラックは船灣淡水湖Plover Cove Reservoirの建設計画を再び承認した。三方を山に囲まれた大埔の船湾を二重のダムで封鎖し、湾内の海水を汲み上げて貯水池を作るという、当時としては画期的な事業だった。1960年に始まった工事は8年の歳月を要し、ブラック退任後の1968年に完成した。 この建設には総額4億香港ドルが費やされ、貯水池の容量は1億7000万立米に達したものの、当時の増大する水需要を満たすことはできなかった。
貯水池の建設には時間がかかり、香港の切迫した水需要をすぐには満たせないことから、ブラックは東江の水を購入するために大陸当局との交渉にも努めた。在任中、ブラックと大陸当局との関係は安定しており、1960年11月15日には香港政庁と広東省政府との間で、深圳水庫から年間50億ガロンの水を香港に供給することが合意された。1963年、ブラックはさらなる合意を達成し、東深供水工程が開始された。このプロジェクトは1965年1月に完成し、1964年4月22日の香港政庁と大陸当局との協定によると、広東省政府は1965年3月から香港に年間150億ガロン以上の水を供給することになっており、これは1日当たり約6,200万ガロンの水を、1,000ガロン当たり1.06香港ドルで供給することになった。東江水が香港に供給されて以来、香港への淡水供給はより効果的に確保された。このプロジェクトは1963年の大旱魃のために延期されたが、広東省と香港は旱魃の間も、珠江河口から取水する取り決めを継続したことも注目に値する。
1964年4月1日、定年を迎えたブラックは香港総督を正式に退任し、政庁のヨット「レディ・モーリン号」で皇后碼頭から九龍に向かい、啓徳空港から家族とともにイギリスに帰国した。1964年4月15日、デイヴィッド・トレンチが第24代香港総督の座を引き継いだ。ブラックは総督としての功績が認められ、1962年には英国政府によりKCMGからGCMGに叙勲され、陞爵した。

### 晚年
帰国後、ブラックは1964年から1982年にかけて出任コモンウェルス戦争墓地委員会委員、1975年から1978年にかけてイギリスの保険会社クレリカル・メディカル（Clerical, Medical & General Life Assurance Society）の主席を務めた。また、ブラックはまた、1965年から1973年までグレートブリテン・ソーシャルサービスネットワークの主席を務め、その後1973年から1982年まで総裁に就任していた。
晩年はバークシャー州レディングの2階建てのカントリーハウスに隠居した。香港総督を退任した後は、1970年代初頭に再訪した以外は香港を訪れることはほとんどなく、1997年の主権移譲式典にも出席しなかった。しかし、長女のバーバラによれば、彼は依然香港のことを気にかけており、香港に関する問題にも関心があったという。晩年には、ランタオ島にディズニーランドを建設するという特区政府のプランを「狂っている」と批判し、政府はこのプロジェクトに多額の資金を費やすことになるが、必ずしも投資に対する見返りが得られるとは限らないと述べた。
1999年10月29日、レディングのダニーデン病院で93歳で死去。1890年に95歳で死去した第2代香港総督ジョン・フランシス・デイビスに次ぐ、史上2番目の長寿総督であった。彼の死後、香港の新聞には多くの追悼記事が掲載され、当時の行政長官であった董建華や元布政司のデイビット・エイカーズ・ジョーンズも彼の死を悼んだ。葬儀は11月8日にバークシャー州ヤッテンドンで執り行われ、元香港総督のデイヴィッド・ウィルソンが弔辞を述べた。

## 家庭

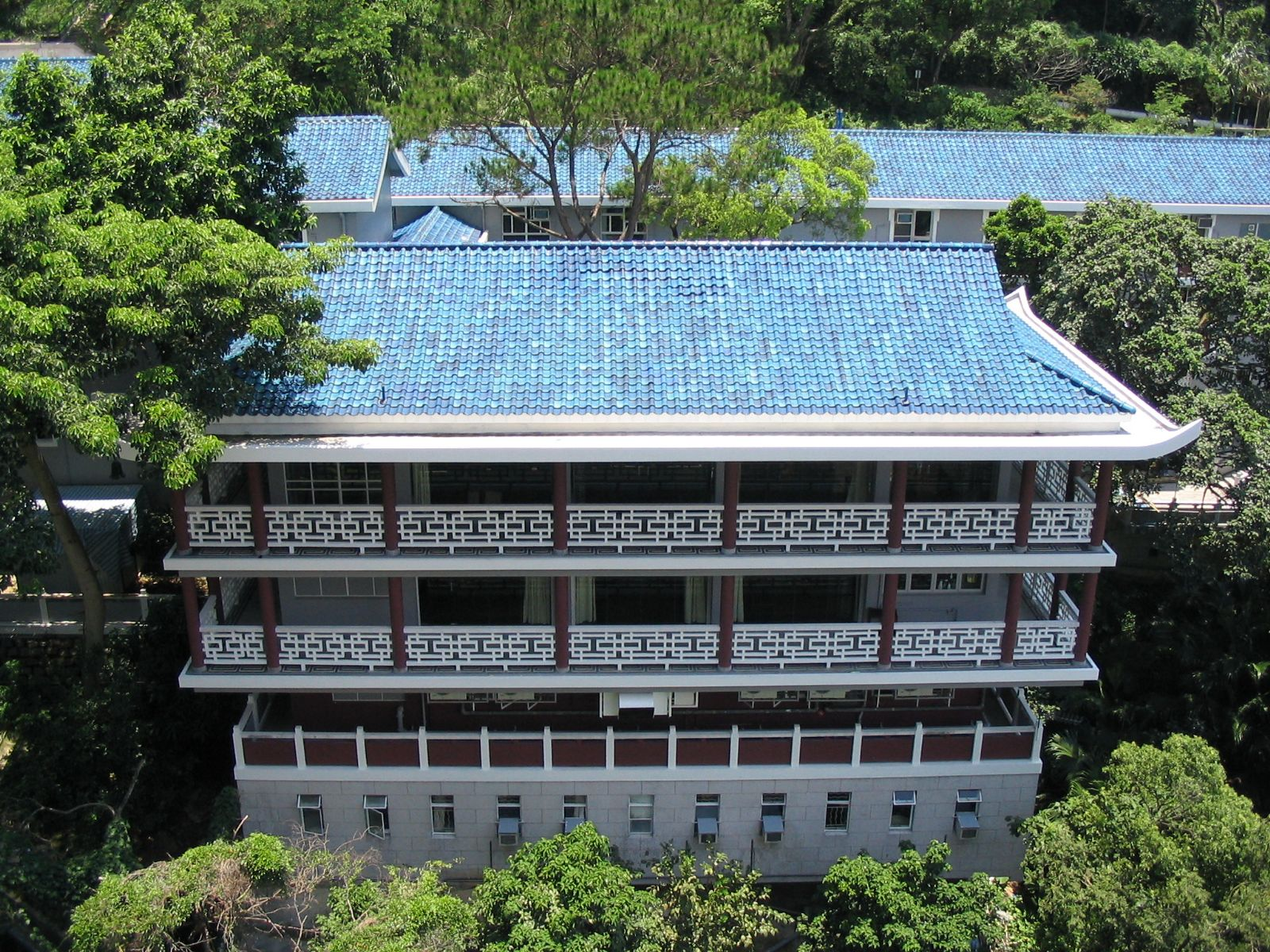
香港大学柏立基學院

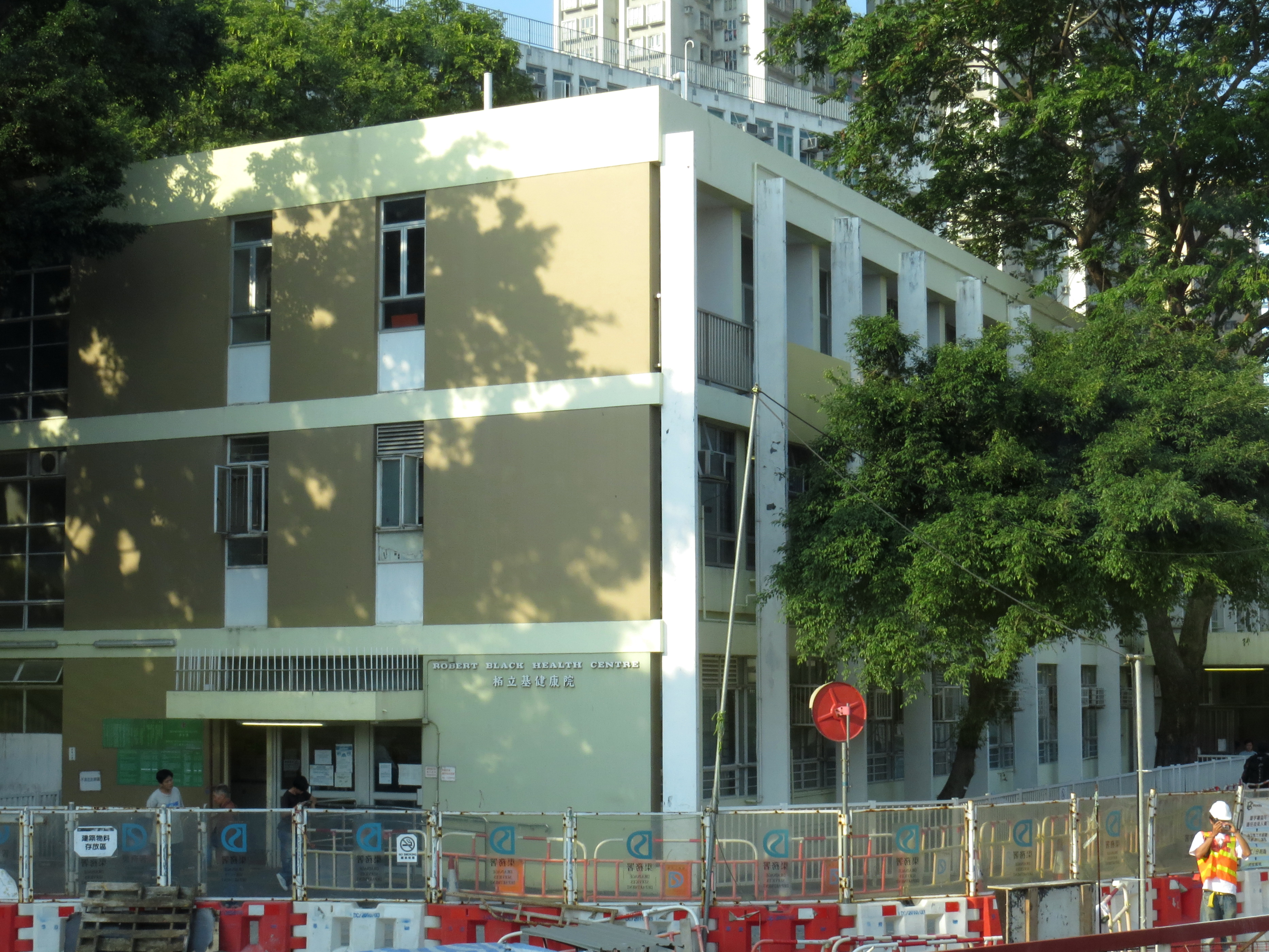
柏立基健康院

1937年、ブラックは、同じくスコットランドのエディンバラ出身のアン（Anne Black、柏顏露絲）とマラヤで知り合い、結婚した。アンの本姓はスティーブンソンで、CstJに叙勲されている。アンは1986年に亡くなった。ブラック夫妻には2人の娘がおり、長女バーバラ（Barbara）と次女キャサリン（Catharine）はともに幼年期を香港で過ごし、1964年に家族と共にイギリスに戻ったが、バーバラは1974年に夫の仕事で香港に渡り、香港で3人の息子をもうけた。
ブラックはラテン語とギリシア語に精通しており、趣味はウォーキングと釣りであった。また東インドクラブの会員でもあった。

## 栄典

### 勲章
- M.B.E.（1948年11月12日，軍事[37]）
- O.B.E.（1949年新年叙勲リスト[38]）
- C.M.G.（1953年新年叙勲リスト[39]）
- K.C.M.G.（1955年女王誕生日叙勲リスト[13]）
- K.St.J. （1956年1月6日[40]）
- G.C.M.G.（1962年新年叙勲リスト[33]）
- 大十字功績勲章 （ペルー[2]）

### 名誉学位
- 法学博士
  - 香港大学（1963年）
  - 香港中文大学（1964年）

### 命名された事物
- 柏立基爵士信託基金：1960年、香港の富豪鄧肇堅らにより創立
- 香港大學柏立基學院：1967年成立。柏立基爵士堂併設
- 柏立基教育學院：後に合併し、香港教育学院（香港教育大学の前身）となる。香港教育大には柏立基堂が残る
- 柏立基夫人健康院：香港北角の七姊妹道に所在
- 柏立基健康院：香港新蒲崗の太子道東に所在、柏立基母嬰健康院および柏立基美沙酮診所を併設
- 柏顏露絲賓館：香港何文田に所在、YWCAが所有
- 柏立基夫人紅十字會總部大廈：香港金鐘夏慤道に所在。香港紅十字会の元本部ビルだった。解体済
- 腎葯蜻蜓蘭：由新加坡植物園培植。学名は「Aranthera」、英名は「Anne Black」であり、ブラック夫人から命名された[41]。

## 参考資料

### 英文資料
- The Colonial Office List. Great Britain: Colonial Office, 1951.
- OFFICIAL REPORT OF PROCEEDINGS. Hong Kong: Government Printer, 30 March 1955. 網上版本 アーカイブ 2021年1月22日 - ウェイバックマシン
- Annual Report. Singapore: Government Printing Office, 1958.
- YEO, Kim-wah, Political Development of Singapore, 1945-1955. Singapore: Singapore University Press, 1973. 網上版本 アーカイブ 2015年4月2日 - ウェイバックマシン
- Who's Who. London: A & C Black, 1999.
- Oxford Dictionary of National Biography Vol.5. UK: Oxford University Press, 2004.
- Spurr, Russell, Excellency: the governors of Hong Kong. Hong Kong: FormAsia, 1995.
- Stewart, Anne, "Ex-governor Sir Robert Black dies at 93", South China Morning Post, 2 November 1999.
- Miles, James, "Obituary: Sir Robin Black", The (London) Independent, 9 November 1999.
- "SIR ROBIN BLACK", The Economist, 6 November 1999.
- "Obituary - Sir Robert Black", The Guardian, 23 November 1999.
- "Sir Robin Black - Obituary", The Times, 9 December 1999.
- Tan, Kevin, Marshall of Singapore. Institute of Southeast Asian Studies, 2008. 網上版本 アーカイブ 2015年4月2日 - ウェイバックマシン
- Sutherland, Duncan, "Sir Robert Black", Singapore Infopedia. Singapore: National Library, Singapore, 25 June 2010. 網頁
- Corfield, Justin, Historical Dictionary of Singapore. Scarecrow Press, 2010. 網上版本 アーカイブ 2015年4月2日 - ウェイバックマシン
- "Singaporeアーカイブ 2012年2月16日 - ウェイバックマシン", WorldStatesmen.org, retrieved on 24 May 2007.
- "Hong Kong アーカイブ 2018年8月17日 - ウェイバックマシン", WorldStatesmen.org, retrieved on 24 May 2007.

### 中文資料
- 吳倫霓霞編，《邁進中的大學：香港中文大學三十年》。香港：中文大學出版社，1993年。網上版本 アーカイブ 2015年4月2日 - ウェイバックマシン
- 王賡武主編，《香港史新編（上冊）》，三聯書店（香港）有限公司，1997年。
- 李光耀，〈「倒数九七」演講〉，《远东经济评论》，1997年6月。
- 李光耀，《李光耀回憶錄—風雨獨立路》。北京：外文出版社，1998年9月。網上版本
- 〈已故港督柏立基女兒，悼亡父說香江40年〉，《明報》港聞版A06，1999年12月12日。
- 〈前港督柏立基病逝〉，《天天日報》本港新聞A08，1999年11月3日。
- 〈前總督柏立基逝世，特首發文表揚貢獻〉，《成報》港聞版B07，1999年11月3日。
- 〈鍾逸傑緬懷柏立基一二事〉，《蘋果日報》港聞版A18，1999年11月4日。
- 黃賢強，〈1950 年代新加坡華校的學潮〉，《亞太研究通訊》第十八期。台北：中央研究院亞太研究計劃，2002年12月。網上版本 アーカイブ 2016年3月4日 - ウェイバックマシン
- 〈林有福是李光耀的上馬石〉，《新加坡文獻館》，2008年4月3日。網頁 アーカイブ 2014年7月14日 - ウェイバックマシン
- 《邁步向前——穩定的食水供應時期》。香港：香港政府水務署，造訪於2007年5月24日。